# Giovanni da Rieti
Giovanni da Rieti, noto anche come Giovanni Bufalari (Castel Porchiano, 1325 circa – Rieti, 1º agosto 1347), è stato un religioso italiano dell'Ordine di Sant'Agostino.
Il suo culto come beato è stato confermato da papa Gregorio XVI nel 1832.

## Biografia
Apparteneva alla nobile famiglia dei Bufalari ed era fratello di Lucia. Abbracciò giovanissimo la vita religiosa tra gli eremitani di Sant'Agostino e fu assegnato al convento di Rieti, dove si spense.
Gli antichi biografi ne sottolineano lo spirito semplice, umile e giulivo, la carità fraterna e le premure verso ospiti e infermi.

## Il culto
Fu tumulato nella chiesa di Sant'Agostino a Rieti.
Papa Gregorio XVI, con decreto del 9 aprile 1832, ne confermò il culto con il titolo di beato.
Il suo elogio si legge nel martirologio romano al 1º agosto.